# Cercartetus
Cercartetus é um gênero de marsupial da família Burramyidae.

## Espécies
- Cercartetus caudatus (Milne-Edwards, 1877)
- Cercartetus concinnus (Gould, 1845)
- Cercartetus lepidus (Thomas, 1888)
- Cercartetus nanus (Desmarest, 1818)